# Calendrier de la saison de cyclo-cross masculine 2019-2020
Navigation
2018-2019 2020-2021
Le calendrier de la saison de cyclo-cross masculine 2019-2020 regroupe des courses de cyclo-cross débutant le 17 août 2019 et finissant le 23 février 2020. Les épreuves individuelles sont classées en cinq catégories. La plus haute catégorie regroupe les épreuves de la coupe du monde (CDM), qui donne lieu à un classement. Derrière elles, on retrouve les courses de catégorie C1 et C2, qui attribuent des points pour le classement mondial, ensuite les courses réservées aux moins de 23 ans, appelés également espoirs (catégorie CU) et enfin les courses pour les juniors (catégorie CJ). On retrouve également les championnats nationaux (CN) qui sont organisés dans une trentaine de pays.

## Calendrier

### Août
| Date | Course                                            | Classe | Vainqueur        | Équipe                         |
| ---- | ------------------------------------------------- | ------ | ---------------- | ------------------------------ |
| 17   | Melbourne Grand Prix of Cyclo-Cross #1, Melbourne | C2     | Chris Jongewaard | Flanders/health.com.au         |
| 18   | Melbourne Grand Prix of Cyclo-Cross #2, Melbourne | C2     | Chris Jongewaard | Flanders/health.com.au         |
| 31   | Virginia's Blue Ridge GO Cross #1, Roanoke        | C2     | Curtis White     | Cannondale p/b CyclocrossWorld |

### Septembre
| Date | Course                                           | Classe | Vainqueur              | Équipe                         |
| ---- | ------------------------------------------------ | ------ | ---------------------- | ------------------------------ |
| 1    | Virginia's Blue Ridge GO Cross #2, Raonoke       | C2     | Kerry Werner           | Kona Maxxis Shimano            |
| 1    | Qiansen trophy Aohan Station, Aohan County       | C1     | Yannick Peeters        | Pauwels Sauzen-Bingoal         |
| 7    | Qiansen Trophy Fengfeng Station, Fengfeng        | C1     | Yannick Peeters        | Pauwels Sauzen-Bingoal         |
| 7    | Rochester Cyclocross #1, Rochester               | C1     | Vincent Baestaens      | Group Hens-Maes Containers     |
| 8    | Ethias Cross - Eeklo, Eeklo                      | C2     | Laurens Sweeck         | Pauwels Sauzen-Bingoal         |
| 8    | Rochester Cyclocross #2, Rochester               | C2     | Curtis White           | Cannondale p/b CyclocrossWorld |
| 13   | Jingle Cross #1, Iowa City                       | C2     | Lander Loockx          | Group Hens-Maes Containers     |
| 14   | Coupe du monde de cyclo-cross #1, Iowa City      | CDM    | Eli Iserbyt            | Pauwels Sauzen-Bingoal         |
| 15   | Jingle Cross #2, Iowa City                       | C1     | Gianni Vermeersch      | Creafin-Fristads               |
| 20   | Trek Cup, Waterloo                               | C2     | Laurens Sweeck         | Pauwels Sauzen-Bingoal         |
| 22   | Coupe du monde de cyclo-cross #2, Waterloo       | CDM    | Eli Iserbyt            | Pauwels Sauzen-Bingoal         |
| 22   | Cyclo-cross de Boulzicourt Ardennes, Boulzicourt | C2     | Joshua Dubau           | Team Peltrax                   |
| 22   | National Trophy Series #1, Derby                 | C2     | Thomas Mein            | Tarteletto-Isorex              |
| 22   | Radcross Illnau, Illnau                          | C2     | Antoine Benoist        | Corendon-Circus                |
| 28   | Toi Toi Cup #1, Mladá Boleslav                   | C1     | Marcel Meisen          | Corendon-Circus                |
| 28   | Chazal Cup Vittel, Vittel                        | C2     | David van der Poel     | Corendon-Circus                |
| 29   | Grand Prix Poprad, Poprad                        | C1     | Marcel Meisen          | Corendon-Circus                |
| 29   | Canyon Cross Race, Vittel                        | C2     | Michael Vanthourenhout | Pauwels Sauzen-Bingoal         |

### Octobre
| Date | Course                                           | Classe | Vainqueur                          | Équipe                             |
| ---- | ------------------------------------------------ | ------ | ---------------------------------- | ---------------------------------- |
| 5    | Ethias Cross - Berencross, Meulebeke             | C2     | Michael Vanthourenhout             | Pauwels Sauzen-Bingoal             |
| 5    | FayetteCross #1, Fayetteville                    | C2     | Kerry Werner                       | Kona Maxxis Shimano                |
| 5    | Toi Toi Cup #2, Hlinsko                          | C2     | Braam Merlier                      | Creafin-Fristads                   |
| 6    | EKZ CrossTour #1, Aigle                          | C1     | Vincent Baestaens                  | Group Hens-Maes Containers         |
| 6    | FayetteCross #2, Fayetteville                    | C2     | Curtis White                       | Cannondale p/b CyclocrossWorld     |
| 6    | Rectavit Series Grand Prix de Pelt, Pelt         | C2     | Laurens Sweeck                     | Pauwels Sauzen-Bingoal             |
| 6    | Grand Prix Raková, Raková                        | C2     | Braam Merlier                      | Creafin-Fristads                   |
| 6    | National Trophy Series #2, Milnthorpe            | C2     | Ian Field                          | Neon Velo                          |
| 12   | Charm City Cross #1, Baltimore                   | C2     | Kerry Werner                       | Kona Maxxis Shimano                |
| 12   | Ethias Cross - Polderscross, Kruibeke            | C2     | Eli Iserbyt                        | Pauwels Sauzen-Bingoal             |
| 12   | Toi Toi Cup #3, Holé Vrchy                       | C2     | Michael Boroš                      | ČEZ Tábor                          |
| 12   | US Open of Cyclocross #1, Boulder City           | C2     | Lance Haidet                       | Donnelly / Aevolo                  |
| 13   | Superprestige #1, Gieten                         | C1     | Eli Iserbyt                        | Pauwels Sauzen-Bingoal             |
| 13   | Coupe de France #1, La Mézière                   | C2     | Antoine Benoist                    | Corendon-Circus                    |
| 13   | Charm City Cross #2, Baltimore                   | C2     | Curtis White                       | Cannondale p/b CyclocrossWorld     |
| 13   | Grand Prix Trnava, Trnava                        | C2     | Lander Loockx                      | Group Hens-Maes Containers         |
| 13   | Internationales Radquer Steinmaur, Steinmaur     | C2     | Loris Rouiller                     | Corendon-Circus                    |
| 13   | US Open of Cyclocross #2, Boulder City           | C2     | Eric Brunner                       | Blue-Stages Racing                 |
| 14   | Ibaraki Cyclo-cross Toride Stage, Nakauchi       | C2     | Annulé en raison du typhon Hagibis | Annulé en raison du typhon Hagibis |
| 17   | Kermiscross, Ardooie                             | C2     | Gianni Vermeersch                  | Creafin-Fristads                   |
| 19   | CX Täby Park, Täby                               | C2     | Wietse Bosmans                     | Creafin-Tüv Süd                    |
| 19   | DCCX #1, Washington DC                           | C2     | Kerry Werner                       | Kona Maxxis Shimano                |
| 19   | Superprestige #2, Boom                           | C2     | Toon Aerts                         | Telenet-Fidea Lions                |
| 20   | Coupe du monde de cyclo-cross #3, Berne          | CDM    | Eli Iserbyt                        | Pauwels Sauzen-Bingoal             |
| 20   | DCCX #2, Washington DC                           | C2     | Stephen Hyde                       | Cannondale p/b CyclocrossWorld     |
| 20   | Il Melo Cup, Cles                                | C2     | Cristian Cominelli                 | Cycling Cafe' Racing Team          |
| 20   | Stockholm cyclocross, Stockholm                  | C2     | Wietse Bosmans                     | Creafin-Tüv Süd                    |
| 20   | Tage des Querfeldeinsports, Ternitz              | C2     | Emil Hekele                        |                                    |
| 22   | Nacht van Woerden, Woerden                       | C2     | Lars van der Haar                  | Telenet-Fidea Lions                |
| 26   | Cincinnati Cyclocross - Kingswood Park #1, Mason | C1     | Kerry Werner                       | Kona Maxxis Shimano                |
| 26   | Grand Prix Podbrezová, Podbrezová                | C1     | Jim Aernouts                       | Telenet-Fidea Lions                |
| 26   | Coupe d'Espagne #1, Llodio                       | C1     | Felipe Orts                        | Teika-Gsport-BH                    |
| 26   | Ethias Cross - Beringen, Beringen                | C2     | Quinten Hermans                    | Telenet-Fidea Lions                |
| 27   | Coupe d'Espagne #2, Elorrio                      | C1     | Felipe Orts                        | Teika-Gsport-BH                    |
| 27   | Grand Prix Topoľčianky, Topoľčianky              | C1     | Jim Aernouts                       | Telenet-Fidea Lions                |
| 27   | Munich Super Cross, Munich                       | C1     | Loris Rouiller                     | Corendon-Circus                    |
| 27   | Superprestige #3, Gavere                         | C1     | Eli Iserbyt                        | Pauwels Sauzen-Bingoal             |
| 27   | Cincinnati Cyclocross - Kingswood Park #2, Mason | C2     | Curtis White                       | Cannondale p/b CyclocrossWorld     |
| 27   | Grand-Prix de la Commune de Contern, Contern     | C2     | Thijs Aerts                        | Telenet-Fidea Lions                |
| 27   | HPCX, Jamesburg                                  | C2     | Merwin Davis                       | Cycle Smart                        |
| 27   | National Trophy Series #3, Irvine                | C2     | Gosse van der Meer                 | Bombtrack Bicycles                 |
| 27   | Sagae Round Tohoku CX Series, Sagae              | C2     | Hijiri Oda                         |                                    |
| 28   | Toi Toi Cup #4, Slaný                            | C1     | Vincent Baestaens                  | Group Hens-Maes Containers         |

### Novembre
| Date | Course                                                                   | Classe | Vainqueur            | Équipe                                |
| ---- | ------------------------------------------------------------------------ | ------ | -------------------- | ------------------------------------- |
| 1    | Trophée des AP Assurances #1, Oudenaarde                                 | C1     | Eli Iserbyt          | Pauwels Sauzen-Bingoal                |
| 1    | GP Citta Di Jesolo, Jesolo                                               | C2     | Cristian Cominelli   | Cycling Cafe' Racing Team             |
| 1    | Gran Premi Les Franqueses, Les Franqueses del Vallès                     | C2     | Felipe Orts          | Teika-Gsport-BH                       |
| 2    | Ciclocross Manlleu, Manlleu                                              | C2     | Felipe Orts          | Teika-Gsport-BH                       |
| 2    | Really Rad Festival of Cyclocross #1, Falmouth                           | C2     | Curtis White         | Cannondale p/b CyclocrossWorld        |
| 3    | Superprestige #4, Ruddervoorde                                           | C1     | Mathieu van der Poel | Corendon-Circus                       |
| 3    | Coupe de France #2, Andrezieux-Boutheon                                  | C2     | Steve Chainel        | Team Chazal-Canyon-3G Immo            |
| 3    | Gran Premi Internacional Ciutat de Vic, Vic                              | C2     | Felipe Orts          | Teika-Gsport-BH                       |
| 3    | November Cross, Micăsasa                                                 | C2     | Emil Hekele          |                                       |
| 3    | PTBOCX, Peterborough                                                     | C2     | Michael van den Ham  | Easton-Giant p/b Transitions Lifecare |
| 3    | Really Rad Festival of Cyclocross #2, Falmouth                           | C2     | Curtis White         | Cannondale p/b CyclocrossWorld        |
| 3    | Yowamushi-Pedal Makuhari Cross p/b Champion System, Chiba                | C2     | Hijiri Oda           |                                       |
| 9    | Silver Goose Cyclocross Festival, Midland                                | C2     | Stephen Hyde         | Cannondale p/b CyclocrossWorld        |
| 9    | The Northampton International #1, Northampton                            | C2     | Tobin Ortenblad      | Santa Cruz / Donkey Label Racing      |
| 10   | Championnats d'Europe de cyclo-cross, Silvelle di Trebaseleghe           | CC     | Mathieu van der Poel | Corendon-Circus                       |
| 10   | Championnats panaméricains de cyclo-cross, Midland                       | CC     | Kerry Werner         | Kona Maxxis Shimano                   |
| 10   | Coupe d'Espagne #3, Karrantza                                            | C2     | Kevin Suárez         | Nesta Skoda Alecar                    |
| 10   | National Trophy Series #4, Crawley                                       | C2     | Thijs Aerts          | Telenet-Fidea Lions                   |
| 10   | The Northampton International #2, Northampton                            | C2     | Tobin Ortenblad      | Santa Cruz / Donkey Label Racing      |
| 11   | Rectavit Series Jaarmarktcross, Niel                                     | C1     | Mathieu van der Poel | Corendon-Circus                       |
| 16   | Coupe du monde de cyclo-cross #4, Tábor                                  | CDM    | Mathieu van der Poel | Corendon-Circus                       |
| 16   | Major Taylor Cross Cup #1, Indianapolis                                  | C2     | Andrew Dillman       | SDG - Muscle Monster                  |
| 16   | Supercross #1, Suffern                                                   | C2     | Curtis White         | Cannondale p/b CyclocrossWorld        |
| 17   | Trophée des AP Assurances #2, Hamme                                      | C1     | Mathieu van der Poel | Corendon-Circus                       |
| 17   | EKZ CrossTour #2, Hittnau                                                | C1     | Marcel Meisen        | Corendon-Circus                       |
| 17   | 40th anniversary of the World memorial ciclocross Saccolongo, Saccolongo | C2     | Nicolas Samparisi    | KTM Alchemist Racing Team             |
| 17   | KANSAI Cyclo Cross Makino Round, Takashima                               | C2     | Emil Hekele          |                                       |
| 17   | Major Taylor Cross Cup #2, Indianapolis                                  | C2     | Andrew Dillman       | SDG - Muscle Monster                  |
| 17   | Supercross #2, Suffern                                                   | C2     | Curtis White         | Cannondale p/b CyclocrossWorld        |
| 23   | Ambiancecross, Wachtebeke                                                | C1     | Mathieu van der Poel | Corendon-Circus                       |
| 23   | Rapha Supercross Nobeyama, Nobeyama                                      | C1     | Emil Hekele          |                                       |
| 23   | Grand Prix Košice, Košice                                                | C2     | Wietse Bosmans       | Creafin-Tüv Süd                       |
| 23   | North Carolina Grand Prix #1, Hendersonville                             | C2     | Kerry Werner         | Kona Maxxis Shimano                   |
| 24   | Coupe du monde de cyclo-cross #5, Coxyde                                 | CDM    | Mathieu van der Poel | Corendon-Circus                       |
| 24   | Bryksy Cross Gosciecin, Gościęcin                                        | C2     | Wietse Bosmans       | Creafin-Tüv Süd                       |
| 24   | National Trophy Series #5, Pembrey                                       | C2     | Arne Vrachten        | Acrog-Pauwels Sauzen                  |
| 24   | North Carolina Grand Prix #2, Hendersonville                             | C2     | Kerry Werner         | Kona Maxxis Shimano                   |
| 30   | Abadiñoko Udala Saria, Abadiano                                          | C2     | Gorka Izagirre       | Astana                                |
| 30   | Trophée des AP Assurances #3, Courtrai                                   | C2     | Mathieu van der Poel | Corendon-Circus                       |
| 30   | Gran Premio Guerciotti, Milan                                            | C2     | Sascha Weber         |                                       |
| 30   | Ruts 'n' Guts #1, Broken Arrow                                           | C2     | Michael van den Ham  | Easton-Giant p/b Transitions Lifecare |
| 30   | Toi Toi Cup #5, Kolín                                                    | C2     | Diether Sweeck       | Pauwels Sauzen-Bingoal                |

### Décembre
| Date | Course                                                                   | Classe | Vainqueur            | Équipe                                |
| ---- | ------------------------------------------------------------------------ | ------ | -------------------- | ------------------------------------- |
| 1    | Zilvermeercross, Mol                                                     | C1     | Mathieu van der Poel | Corendon-Circus                       |
| 1    | Cyclo-cross du Mingant, Lanarvily                                        | C2     | Valentin Guillaud    | Vendée Pays de la Loire               |
| 1    | Flückiger Cross Madiswil, Madiswil                                       | C2     | Timon Rüegg          | Swiss Racing Academy                  |
| 1    | Coupe d'Espagne #5, Pontevedra                                           | C2     | Ismael Esteban       | Aldro Energía                         |
| 1    | International Ciclocross selle SMP-11°Trof.Cop.ed.Brugherio82, Brugherio | C2     | Jakob Dorigoni       | Selle Italia Guerciotti               |
| 1    | Ruts 'n' Guts #2, Broken Arrow                                           | C2     | Lance Haidet         | Donnelly / Aevolo                     |
| 7    | Ethias Cross - Essen, Essen                                              | C1     | Quinten Hermans      | Telenet-Fidea Lions                   |
| 7    | NBX Grand Prix of Cross #1, Warwick                                      | C2     | Lane Maher           | Cannondale p/b CyclocrossWorld        |
| 7    | Resolution 'Cross Cup #1, Garland                                        | C2     | Michael van den Ham  | Easton-Giant p/b Transitions Lifecare |
| 7    | Toi Toi Cup #6, Jabkenice                                                | C2     | Michael Boroš        | ČEZ Tábor                             |
| 7    | Trofeo San Andrés, Ametzaga de Zuia                                      | C2     | David Menut          | Creuse Oxygène Guéret                 |
| 8    | Superprestige #5, Zonhoven                                               | C1     | Toon Aerts           | Telenet-Fidea Lions                   |
| 8    | Ciclocross del Ponte, Trévise                                            | C2     | Vincent Baestaens    | Group Hens-Maes Containers            |
| 8    | Int. Radquerfeldein GP Lambach/Stadl-Paura, Stadl-Paura                  | C2     | Braam Merlier        | Creafin-Fristads                      |
| 8    | NBX Grand Prix of Cross #2, Warwick                                      | C2     | Lane Maher           | Cannondale p/b CyclocrossWorld        |
| 8    | Resolution 'Cross Cup #2, Garland                                        | C2     | Michael van den Ham  | Easton-Giant p/b Transitions Lifecare |
| 8    | Ziklo Kross Igorre, Igorre                                               | C2     | Felipe Orts          | Teika-Gsport-BH                       |
| 14   | Trophée des AP Assurances #4, Renaix                                     | C1     | Toon Aerts           | Telenet-Fidea Lions                   |
| 14   | Toi Toi Cup #7, Uničov                                                   | C1     | Diether Sweeck       | Pauwels Sauzen-Bingoal                |
| 14   | Ciclo-cross Ciudad de Xàtiva, Xàtiva                                     | C2     | Felipe Orts          | Teika-Gsport-BH                       |
| 14   | Utsunomiya Cyclo Cross #1, Utsunomiya                                    | C2     | Emil Hekele          |                                       |
| 15   | Druivencross, Overijse                                                   | C1     | Mathieu van der Poel | Corendon-Circus                       |
| 15   | Coupe de France #3, Bagnoles de l'Orne                                   | C2     | David Menut          | Creuse Oxygène Guéret                 |
| 15   | Coupe d'Espagne #6, Valence                                              | C2     | Felipe Orts          | Teika-Gsport-BH                       |
| 15   | Gran Premio Città di Vittorio Veneto, Vittorio Veneto                    | C2     | Jakob Dorigoni       | Selle Italia Guerciotti               |
| 15   | National Trophy Series #6, York                                          | C2     | Gianni Siebens       | IKO-Crelan                            |
| 15   | Utsunomiya Cyclo Cross #2, Utsunomiya                                    | C2     | Emil Hekele          |                                       |
| 21   | Rectavit Series Waaslandcross, Sint-Niklaas                              | C2     | Mathieu van der Poel | Corendon-Circus                       |
| 22   | Coupe du monde de cyclo-cross #6, Namur                                  | CDM    | Mathieu van der Poel | Corendon-Circus                       |
| 26   | Coupe du monde de cyclo-cross #7, Heusden-Zolder                         | CDM    | Mathieu van der Poel | Corendon-Circus                       |
| 26   | Pfaffnau GP Luzern, Pfaffnau                                             | C2     | Yannick Peeters      | Pauwels Sauzen-Bingoal                |
| 27   | Trophée des AP Assurances #5, Loenhout                                   | C1     | Mathieu van der Poel | Corendon-Circus                       |
| 29   | Superprestige #6, Diegem                                                 | C1     | Mathieu van der Poel | Corendon-Circus                       |
| 29   | Cyclo-cross des Crouchaux, Coulounieix-Chamiers                          | C2     | Clément Venturini    | AG2R La Mondiale                      |
| 30   | Ethias Cross - Bredene, Bredene                                          | C2     | Mathieu van der Poel | Corendon-Circus                       |

### Janvier
| Date | Course                                        | Classe | Vainqueur            | Équipe                 |
| ---- | --------------------------------------------- | ------ | -------------------- | ---------------------- |
| 1    | Trophée des AP Assurances #6, Baal            | C1     | Mathieu van der Poel | Alpecin-Fenix          |
| 1    | Grand Prix Garage Collé, Pétange              | C2     | Marcel Meisen        | Alpecin-Fenix          |
| 2    | EKZ CrossTour #3, Meilen                      | C1     | Marcel Meisen        | Alpecin-Fenix          |
| 4    | Cyclocross Gullegem, Gullegem                 | C2     | Mathieu van der Poel | Alpecin-Fenix          |
| 4    | Troyes Cyclocross International, Troyes       | C2     | Clément Venturini    | AG2R La Mondiale       |
| 5    | Trophée des AP Assurances #7, Bruxelles       | C1     | Mathieu van der Poel | Alpecin-Fenix          |
| 13   | Cyclocross Otegem, Otegem                     | C2     | Mathieu van der Poel | Alpecin-Fenix          |
| 19   | Coupe du monde de cyclo-cross #8, Nommay      | CDM    | Eli Iserbyt          | Pauwels Sauzen-Bingoal |
| 19   | Grand Prix Möbel Alvisse, Leudelange          | C2     | Wietse Bosmans       | Creafin-Tüv Süd        |
| 19   | ZAO-sama Cup Tohoku CX Series, Zaō            | C2     | Hikaru Kosaka        |                        |
| 25   | Kasteelcross Zonnebeke, Zonnebeke             | C2     | Mathieu van der Poel | Alpecin-Fenix          |
| 26   | Coupe du monde de cyclo-cross #9, Hoogerheide | CDM    | Mathieu van der Poel | Alpecin-Fenix          |

### Février
| Date | Course                                          | Classe | Vainqueur                            | Équipe                               |
| ---- | ----------------------------------------------- | ------ | ------------------------------------ | ------------------------------------ |
| 2    | Championnats du monde de cyclo-cross, Dübendorf | CM     | Mathieu van der Poel                 | Alpecin-Fenix                        |
| 5    | Ethias Cross - Parkcross Maldegem, Maldegem     | C2     | Eli Iserbyt                          | Pauwels Sauzen-Bingoal               |
| 8    | Trophée des AP Assurances #8, Lille             | C1     | Wout van Aert                        | Jumbo-Visma                          |
| 9    | Superprestige #7, Merksplas                     | C2     | Annulé en raison de la tempête Ciara | Annulé en raison de la tempête Ciara |
| 15   | Superprestige #8, Middelkerke                   | C1     | Laurens Sweeck                       | Pauwels Sauzen-Bingoal               |
| 16   | Ethias Cross - Vestingcross, Hulst              | C1     | Eli Iserbyt                          | Pauwels Sauzen-Bingoal               |
| 22   | Rectavit Series GP Leuven, Louvain              | C1     | Toon Aerts                           | Telenet-Fidea Lions                  |
| 23   | Internationale Sluitingsprijs, Oostmalle        | C1     | Laurens Sweeck                       | Pauwels Sauzen-Bingoal               |

## Championnats nationaux (CN)
| Nation             | Date              | Élites                    | Moins de 23 ans       | Juniors                     |
| ------------------ | ----------------- | ------------------------- | --------------------- | --------------------------- |
| Allemagne          | 12 janvier 2020   | Marcel Meisen             | Tom Lindner           | Marco Brenner               |
| Australie          | 10 août 2019      | Chris Jongewaard          | Ben Walkerden         | Dominic Paolilli            |
| Autriche           | 12 janvier 2020   | Daniel Federspiel         |                       | Lukas Hatz                  |
| Belgique           | 12 janvier 2020   | Laurens Sweeck            | Toon Vandebosch       | Thibau Nys                  |
| Canada             | 2 novembre 2019   | Michael van den Ham       | Gunnar Holmgren       | Jacok Rubuliak              |
| Chili              | 28 septembre 2019 | Ignacio Gallo             |                       | Bastian Villagra Fuenzalida |
| Croatie            | 12 janvier 2020   | Viktor Potočki            |                       | Fran Bošnjak                |
| Danemark           | 12 janvier 2020   | Sebastian Fini Carstensen | Joshua Amos Gudnitz   | Gustav Wang                 |
| Espagne            | 12 janvier 2020   | Felipe Orts               | Iván Feijoo           | Igor Arrieta Lizarraga      |
| Estonie            | 13 octobre 2019   | Markus Pajur              |                       |                             |
| États-Unis         | 15 décembre 2019  | Gage Hecht                | Eric Brunner          | Andrew Strohmeyer           |
| France             | 12 janvier 2020   | Clément Venturini         | Antoine Benoist       | Ugo Ananie                  |
| Grande-Bretagne    | 12 janvier 2020   | Thomas Pidcock            |                       | Rory McGuire                |
| Hongrie            | 12 janvier 2020   | Balász Vas                |                       |                             |
| Irlande            | 12 janvier 2020   | David Conroy              |                       | Darren Rafferty             |
| Italie             | 12 janvier 2020   | Jakob Dorigoni            | Antonio Folcarelli    | Davide De Pretto            |
| Japon              | 8 décembre 2019   | Kohei Maeda               | Hijiri Oda            | Yujiro Murakami             |
| Lituanie           | 27 octobre 2019   | Domas Manikas             |                       | Arminas Bagdonas            |
| Luxembourg         | 12 janvier 2020   | Lex Reichling             | Loic Bettendorff      | Mats Wenzel                 |
| Norvège            | 17 novembre 2019  | Søren Wærenskjold         |                       | William Høines Larsen       |
| Nouvelle-Zélande   | 11 août 2019      | Brendon Sharratt          |                       | Jacob Turner                |
| Pays-Bas           | 12 janvier 2020   | Mathieu van der Poel      | Ryan Kamp             | Tibor Del Grosso            |
| Pologne            | 12 janvier 2020   | Marek Konwa               |                       | Jakub Musialik              |
| Portugal           | 12 janvier 2020   | Márcio Barbosa            | Carlos Salgueiro      | Vasco Cunha                 |
| République tchèque | 12 janvier 2020   | Emil Hekele               |                       | Jan Zatloukal               |
| Roumanie           | 14 décembre 2019  | Ede-Karoly Molnar         | Jozsef-Attila Malnasi | Patrick Pescaru             |
| Slovaquie          | 1er décembre 2019 | Matej Ulik                |                       | Matej Piga                  |
| Suède              | 12 janvier 2020   | Emil Lindgren             |                       | Oscar Lind                  |
| Suisse             | 12 janvier 2020   | Lars Forster              | Kevin Kuhn            | Dario Lillo                 |
| Russie             | 27 octobre 2019   | Timofei Ivanov            |                       | Egor Sapegin                |

## Nombres de victoires
| # | Coureur              | Équipe                                | Vict | CDM | SP | TAPA |
| - | -------------------- | ------------------------------------- | ---- | --- | -- | ---- |
| 1 | Mathieu van der Poel | Corendon-Circus/Alpecin-Fenix         | 24   | 5   | 2  | 5    |
| 2 | Eli Iserbyt          | Pauwels Sauzen-Bingoal                | 10   | 4   | 2  | 1    |
| 3 | Curtis White         | Cannondale p/b CyclocrossWorld        | 9    |     |    |      |
| - | Felipe Orts          | Teika-Gsport-BH                       | 9    |     |    |      |
| 5 | Kerry Werner         | Kona Maxxis Shimano                   | 8    |     |    |      |
| 6 | Emil Hekele          | Galaxy Cyklosvek-STEVENS Bike         | 7    |     |    |      |
| 7 | Laurens Sweeck       | Pauwels Sauzen-Bingoal                | 6    |     | 1  |      |
| - | Marcel Meisen        | Corendon-Circus/Alpecin-Fenix         | 6    |     |    |      |
| 9 | Michael van den Ham  | Easton-Giant p/b Transitions Lifecare | 5    |     |    |      |
| - | Wietse Bosmans       | Creafin-Tüv Süd                       | 5    |     |    |      |

### Compétitions
- Coupe du monde de cyclo-cross 2019-2020
- Superprestige 2019-2020
- Trophée des AP Assurances 2019-2020
- Coupe de France de cyclo-cross 2019
- Toi Toi Cup 2019-2020
- EKZ CrossTour 2019-2020
- National Trophy Series 2019-2020
- Coupe d'Espagne de cyclo-cross 2019
- Rectavit Series 2019-2020
- Championnats du monde de cyclo-cross 2020